# Oostenrijk op het Eurovisiesongfestival 1986
Oostenrijk nam deel aan het  Eurovisiesongfestival 1986, gehouden  in Bergen, Noorwegen. Het was de 25ste deelname van het land aan het festival.

## Selectieprocedure
Net zoals vorig jaar, koos men er deze keer voor om een interne selectie te houden voor de kandidaat voor het festival.
Uiteindelijk viel de keuze op de zangeres Timna Brauer met het lied Die Zeit ist einsam.

## In Bergen
Op het festival in Noorwegen moest Oostenrijk aantreden als 16de, na Cyprus en voor Zweden. Na het afsluiten van de stemmen bleek dat Oostenrijk op een 18de plaats was geëindigd met 12 punten.
Nederland gaf geen punten en België gaf 1 punt aan de Oostenrijkse inzending.

### Gekregen punten

#### Finale
| 12 punten | 10 punten | 8 punten | 7 punten              | 6 punten            |
| --------- | --------- | -------- | --------------------- | ------------------- |
|           |           |          |                       | - Finland           |
| 5 punten  | 4 punten  | 3 punten | 2 punten              | 1 punt              |
|           |           |          | - Duitsland - Ierland | - België - Portugal |

### Punten gegeven door Oostenrijk

#### Finale
Punten gegeven in de finale:
| 12 punten | Ierland             |
| 10 punten | Luxemburg           |
| 8 punten  | Duitsland           |
| 7 punten  | Spanje              |
| 6 punten  | België              |
| 5 punten  | Zweden              |
| 4 punten  | Zwitserland         |
| 3 punten  | Verenigd Koninkrijk |
| 2 punten  | Turkije             |
| 1 punt    | Joegoslavië         |

1957 · 1958 · 1959 · 1960 · 1961 · 1962 · 1963 · 1964 · 1965 · 1966 · 1967 · 1968 · 1969-1970 · 1971 · 1972 · 1973-1975 · 1976 · 1977 · 1978 · 1979 · 1980 · 1981 · 1982 · 1983 · 1984 · 1985 · 1986 · 1987 · 1988 · 1989 · 1990 · 1991 · 1992 · 1993 · 1994 · 1995 · 1996 · 1997 · 1998 · 1999 · 2000 · 2001 · 2002 · 2003 · 2004 · 2005 · 2006 · 2007 · 2008-2010 · 2011 · 2012 · 2013 · 2014 · 2015 · 2016 · 2017 · 2018 · 2019 · 2020 · 2021 · 2022 · 2023 · 2024 · 2025